# 天国はまだ遠く
『天国はまだ遠く』（てんごくはまだとおく）は、瀬尾まいこによる日本の小説。2004年6月22日に新潮社より刊行された。
2008年に同名で映画化された。

## あらすじ
山田千鶴は、中学の修学旅行のときに祖父からもらった旅行鞄に一泊分の荷物だけ詰めて、部屋を出る。短大を出てから3年間住んだ部屋には、もう戻ってこないつもりでいた。
特急列車で誰も自分を知っている人が居ないところへ、北の終着駅まで向かい、さらに駅でタクシーを拾い、北の果てかろうじて宿泊施設のあるところを目指す。仕事も人間関係もうまく行かず、心も体も疲れ、実家にも戻れない。たどり着いたのは、木屋谷という集落。民宿「たむら」に落ち着く。
元ボーイフレンドの久秋に手紙を書き、睡眠薬を飲むが、死ぬことはできず、32時間寝ていただけで、朝ごはんの匂いで目が覚める。味噌汁とご飯、白菜の漬物、卵焼き、鯵の干物。家の裏には畑と鳥小屋があるが、廃屋が多く、住んでる家はわずか。集落を歩き回ったり、三、四日同じようにして過ごす。民宿「たむら」の主・田村は、千鶴が自殺をしようとしたことを承知しており、自殺するなら眼鏡橋だ、そこから川に飛び込むんだと言い、その際の遺体の処理まであけすけに話した。自殺の話題をあえて口に出して喋ってしまったことで、次第に自殺しようとしていた気持ちが覚めてきた千鶴は、車で30分ほどの町に行って、歯ブラシやシャンプー、着替えなどを買っている間に少しずつ落ち着きを取り戻す。久秋も会いにきてくれたが、彼が帰った後ももう不思議と寂しさを感じない。釣りに行ったり、鶏小屋を覗いたり、漁協の飲み会に参加したりしながら、さらに一週間あまりを過ごす。
田村の朴訥な優しさに癒やされ、おおらかな村の人や自然に囲まれた充実した日々を過ごすが、やがて千鶴は自分の居場所がここではないことに気づいてしまう。街に戻ったら、なかなか良いものは食べられないからと白菜、大根、卵、魚の干物、打ったばかりのそばを持たされて、21日間お世話になった木屋谷を後にする。民宿「たむら」のマッチをお守り代わりにして。

## 登場人物
山田千鶴（やまだ ちづる）
23歳のOL。人間関係も会社もうまく行かず、自殺を企てる。
久秋（ひさあき）
千鶴が2年間付き合っていたボーイフレンド。映画版では名字が追加されている。
田村（たむら）
民宿「たむら」を営んでいる30歳の男性。かつてはデパートで働いていた。映画版では名前が追加され、過去についても原作と異なる設定が加えられている。

## 書誌情報
- 単行本：2004年6月22日、新潮社より出版（ISBN 9784104686018）。
- 文庫：2006年11月1日、新潮文庫より出版（ISBN 9784101297712）。

## 映画
2008年11月8日より、東京テアトル系にて公開された。
2009年5月29日にDVDが発売された。

### キャスト
- 山田千鶴：加藤ローサ
- 田村遥：徳井義実（チュートリアル）
- 沢登正次：河原さぶ
- 沢登和子：絵沢萠子
- 真鍋久秋：郭智博
- 坂下敏彦：宮川大助
- 亀井雅春：南方英二（チャンバラトリオ）
- 小杉裕喜：福田充徳（チュートリアル）
- 里塚稔：海原はるか
- 沖育男：海原かなた
- 駅員：土佐信道（明和電機）
- スーパーの店員：山岡麻依子
- 神父：松崎政好
- 深瀬由香里：藤澤恵麻（友情出演）
- 堀江隆志：板東英二（特別出演）

### スタッフ
- 監督：長澤雅彦
- 脚本：長澤雅彦、三澤慶子
- プロデューサー：伴野智、清水啓太郎、片岡秀介
- 原作：瀬尾まいこ「天国はまだ遠く」
- 撮影：小林基己
- 照明：中村裕樹
- 美術：金田克美
- 装飾：中山まこと
- 録音：滝澤修
- 編集：掛須秀一
- 音楽：渡辺俊幸
- エンディングテーマ：熊木杏里 feat. 清塚信也「こと」
- 企画・制作：東北新社クリエイツ
- 配給：東京テアトル
- 宣伝：メディアボックス
- 宣伝協力：スールキートス
- 企画協力：新潮社
- 制作協力：ビーワイルド、トゥモロゥー
- 製作支援：宮津天橋立映画プロジェクト実行委員会
- 後援：宮津市、宮津商工会議所、天橋立観光協会
- 事業提携：立命館大学
- 製作：「天国はまだ遠く」製作委員会（東北新社、吉本興業、東京テアトル、ワーナーミュージック・ジャパン、CELL、エーアワーズ）

### スピンオフ
『わたしが死んでも世界は動く』（わたしがしんでもせかいはうごく）と題してスピンオフドラマが製作され、映画公開に先駆けて2008年9月11日から毎週木曜にau oneビデオにて配信、またファミリー劇場にて同年11月10日から11月21日まで月曜から金曜の20時55分から21時に放送された。全10話。主演は石橋菜津美で、テレビ東京のオーディション番組『イツザイ』の「auケータイドラマ 歌えて演技もできる女の子オーディション」にて選出された。
全篇が携帯電話のカメラ機能を用いて撮影されている。

#### あらすじ（スピンオフ）
高校生の安藤サヤカのもとに「誰かわたしに生きていることの意味を、生まれてきたことの意味を教えてください。わたしが死んでも世界は動く」という差出人不明のメールが届く。サヤカはメールを通じて謎の差出人と心を通じ合わせようと試み、直接会いたいと宮津・天橋立へ向かう。

#### キャスト（スピンオフ）
- 安藤サヤカ - 石橋菜津美[2]
- 渡瀬悠衣
- 清塚信也（友情出演）
- 熊木杏里（友情出演）
- 郭智博（特別出演）
- 加藤ローサ（特別出演）

#### スタッフ（スピンオフ）
- 監督・脚本 - 長澤雅彦
- プロデューサー - 伴野智、信田眞宏、加藤賢治
- 撮影 - 小林基己
- 録音 - 秋山和恵
- 編集 - 坂本久美子
- オンライン編集 - 田村茂男
- 音楽 - 清塚信也
- 制作 - 東北新社クリエイツ
- 製作 - ワーナーミュージック・ジャパン
- 協力 - KDDI